# Love over Gold
Love over Gold (с англ. — «Любовь дороже золота») — четвёртый студийный альбом британской рок-группы Dire Straits, выпущенный 24 сентября 1982 года на Vertigo Records и Warner Bros. Records в США. Наличие в альбоме развёрнутых музыкальных композиций с длинными инструментальными пассажами сближает его по стилистике с прогрессивным роком. Это последний диск группы, записанный с участием оригинального ударника Пика Уизерса.
Сингл «Private Investigations», достиг 2 места в UK Singles Chart, а сингл «Industrial Disease» достиг 9 места в Billboard Hot Mainstream Rock Tracks. Обе композиции вошли в альбом. Альбом возглавил чарты в Австралии, Австрии, Италии, Новой Зеландии, Норвегии и Великобритании, и достиг №19 места в США. Love over Gold позже получил золотую сертификацию в США, платиновый во Франции и Германии и двойную платину в Канаде и Великобритании. В 1986 году Всесоюзная фирма грамзаписи «Мелодия» выпустила советское издание этой пластинки.

## Предыстория
После окончания On Location Tour 6 июля 1981 года в Люксембурге Марк Нопфлер начал писать песни для следующего альбома Dire Straits. Алан Кларк (клавишные) и Хэл Линдес (гитара), которые присоединились к группе для On Location Tour, также приняли участие в новом альбоме.

## Запись
Альбом был записан на Power Station (ныне Avatar Studios) в Нью-Йорке с 8 марта по 11 июня 1982 года.
Несколько песен были написаны и записаны во время сессий Love over Gold, которые не были выпущены на альбоме. Песня «Private Dancer» изначально планировался для альбома. Нопфлер решил, что женский голос будет более уместным, и передал песню Тине Тёрнер для её альбома Private Dancer. «The Way It Always Starts» закончились саундтреком Нопфлера к фильму «Местный герой» с вокалом Джерри Рафферти, Песня «Badges, Posters, Stickers and T-Shirts» были убрана из альбома и позже выпущена в Великобритании в качестве би-сайда к синглу «Private Investigations». Впоследствии он был выпущен в Соединённых Штатах как четвёртый трек на мини-альбоме ExtendedancEPlay.

## Выпуск альбома
«Love over Gold» был выпущен 20 сентября 1982 года на виниловых пластинках и компакт-кассетах. «Private Investigations» был выпущен в качестве ведущего сингла с альбома в Европе, достигнув позиции 2 позиции в UK Singles Chart. «Industrial Disease» был выпущен как сингл в Соединённых Штатах, достигнув 75 позиции на Billboard Hot 100 в 1983 году.
В 1996 году альбом был ремастерирован и выпущен вместе с остальными альбомами Dire Straits на Vertigo Records и в 2000 году на лейбле Warner Bros. в США. Издание на компакт-диске содержит слегка изменённую обложку; название альбома отображается под названием группы, как в более крупном шрифте, а не в верхней части. Изображение молнии также несколько увеличено и сделано более ярким, что делает его более фиолетовым. Это единственный ремастированный компакт-диск Dire Straits с изменённой обложкой (ремастированный компакт-диск в США все ещё сохраняет оригинальную виниловую пластинку).

## Отзывы критиков
| Оценки критиков | Оценки критиков |
| Источник        | Оценка          |
| --------------- | --------------- |
| AllMusic        | [ 6 ]           |
| Роберт Кристгау | C+              |
| Rolling Stone   | [ 8 ]           |

В ретроспективном обзоре AllMusic Стивен Томас Эрльюин дал альбому четыре из пяти звёзд, отметив, что добавление нового ритм-гитариста «расширяет её звуки и амбиции». Эрлвайн добавил: «Поскольку Марк Нопфлер — опытный, со вкусом гитарист, он может подыграть даже на томных отрезках, но длинные, атмосферные, инструментальные отрывки не так мне нравится, как напряжённый блюз-рок группы, Love over Gold гордо слушаю».
В современной рецензии Rolling Stone Дэвид Фрике дал альбому четыре из пяти звёзд, назвав его «заявлением о цели» и «амбициозной, иногда трудной записью, которая вдохновляет своими успехами и, по крайней мере, Увлекательный в своих поблажках.»
Фрике похвалил центральную часть альбома, «Telegraph Road», которую он охарактеризовал как «вызов среднему фанату поп-музыки с его историческим размахом и напряжением». Тема строительства Америки и разрушения мечты одного человека «позволяют Нопфлеру использовать множество удивительных инструментальных голосов, начиная от синтезированного восходящего свистка в начале и заканчивая мотивом фортепианного барокко в середине». Фрике пришёл к выводу, что «в период, когда большинство поп-музыки воспринимается исключительно как продукт, Love over Gold осмеливается поставить искусство перед прослушиванием».
К 1986 году было продано более 4 400 000 копий альбома в Европе. Альбом получил статус золотого в США.

## Список композиций
Слова и музыка всех песен — написаны Марком Нопфлером.
| №  | Название                 | Длительность |
| -- | ------------------------ | ------------ |
| 1. | «Telegraph Road»         | 14:18        |
| 2. | «Private Investigations» | 6:46         |

| №                   | Название             | Длительность |
| ------------------- | -------------------- | ------------ |
| 1.                  | «Industrial Disease» | 5:50         |
| 2.                  | «Love over Gold»     | 6:17         |
| 3.                  | «It Never Rains»     | 7:59         |
| Общая длительность: | Общая длительность:  | 41:10        |

## Участники записи
| Dire Straits - Марк Нопфлер (англ. Mark Knopfler) — вокал, соло-гитара, продюсирование - Алан Кларк (англ. Alan Clark) — орган, фортепиано, синтезатор - Джон Иллсли (англ. John Illsley) — бас-гитара - Хэл Лайндерс (англ. Hal Lindes) — ритм-гитара - Пик Уизерс (англ. Pick Withers) — ударные                          | |
| Технический персонал - Барри Бонгиави (англ. Pick Withers) — помощник инженера - Питер Каннингем (англ. Peter Cunningham) — фотограф - Алан Лобел (англ. Alan Lobel) — фотограф - Нил Дорфсман (англ. Neil Dorfsman) — инженер - Боб Людвиг (англ. Bob Ludwig) — мастеринг - Майкл Роу (англ. Michae Rowe) — дизайн обложки | Приглашённые музыканты - Майк Маиниэри (англ. Mike Mainieri) — маримба, вибрафон на «Private Investigations» и «Love over Gold» - Эд Уолш (англ. Ed Walsh) — синтезатор |

## Позиции в чартах
| Чарт (1982-1983)                 | Наивысшая позиция |
| -------------------------------- | ----------------- |
| Австралия (ARIA)                 | 1                 |
| Австрия (Ö3 Austria)             | 1                 |
| Новая Зеландия (RMNZ)            | 1                 |
| Норвегия (VG-lista)              | 1                 |
| Испания (PROMUSICAE)             | 6                 |
| Швеция (Sverigetopplistan)       | 2                 |
| Великобритания (UK Albums Chart) | 1                 |
| США (Billboard 200)              | 19                |

## Сертификации
| Регион | Сертификация  | Продажи  |
| --- | ------------- | -------- |
| Канада (Music Canada) | Платиновый    | 100 000^ |
| Финляндия (Musiikkituottajat)                                                                                            | Платиновый    | 64,912   |
| Германия (BVMI) | Платиновый    | 500 000^ |
| Нидерланды (NVPI) | Платиновый    | 100 000^ |
| Великобритания (BPI) | 2× Платиновый | 600 000^ |
| США (RIAA) | Золотой       | 500 000^ |
| * Данные о продажах приведены только на основе сертификации. ^ Данные о тиражах приведены только на основе сертификации. |               |          |